# Reqviem
Reqviem es el primer álbum de la banda colombiana Masacre con el sello francés Osmose Productions del año 1991.

## Lista de canciones
US version:
1. "Intro/Reqviem" – 2:11
2. "Cortejo Fúnebre" – 8:55
3. "Justicia Ramera" – 3:11
4. "Brutales MasacreS" – 4:55
5. "Sepulcros en ruinas" – 4:09
6. "Escoria" – 4:29
7. "Ola de violencia" – 5:47
8. "Tiempos de guerra" – 4:41
9. "Conflicto de Paz" – 5:24
10. "Cancer" – 5:01
11. "Blasfemias" – 6:38
12. "Morbida Implosion" - 4:06

## Créditos
- Alex Oquendo (Trapeator) - Vocalista
- Juan Carlos Gómez - Guitarra
- Dilson Díaz - Bajo
- Mauricio Montoya (Bull Metal) - Drums